# Spanyol zsinagóga
A prágai zsinagógák közül a Spanyol zsinagóga (1. ker., Vezenska 141/1) a legdíszesebb. Ebben az épületben rendezték be „A cseh- és morvaországi zsidók története” kiállítás második részét (a polgári jogok kivívásától napjainkig). A kiállítás első (a 10. századtól a 18. századig terjedő időszakot felölelő) része a Maisel-zsinagógában van.
Helyén már a 12. században állt egy imahely. A „spanyol” elnevezést a 20. század elején kapta. 
Az imaházat 1868-ban teljesen átépítették, de megőrizték a mór stílusjegyeket. Belső díszítése is a szefárd hagyományokat őrzi, és igen hasonlít a spanyolországi Alhambra enteriőrjéhez. A Spanyol zsinagóga orgonistája és karnagya volt František Škroup, a cseh nemzeti himnusz szerzője.